# Тхеквондо на літніх Олімпійських іграх 2016 — кваліфікація
У змаганнях з тхеквондо на літніх Олімпійських іграх 2016 зможуть взяти участь 128 спортсменів (64 чоловіки і 64 жінки), які змагатимуться за 8 комплектів нагород.

## Правила кваліфікації
Кожну країна на Іграх можуть представляти не більше, ніж вісім спортсменів (по одному в кожній категорії), за умови, що вони отримали це право згідно з місцем у світовому рейтингу (по 6 найкращих спортсменів у кожній категорії). Якщо ж НОК отримав за підсумками рейтингу менш як чотири ліцензій, то він має право виставити своїх спортсменів для участі в континентальних кваліфікаційних турнірах, але тоді максимальна квота зменшується до 4-х спортсменів. Олімпійські ліцензії не є іменними, у випадку з квотами, отриманими за підсумками світового рейтингу НОК може заявити для участі іншого спортсмена в тій же ваговій категорії (замість тхеквондиста, що приніс олімпійську ліцензію), якщо він в період з грудня 2015 року по червень 2016 року входитиме до 20-ти найсильніших за очками. Всі інші квоти будуть розподілені за підсумками континентальних кваліфікацій, а також рішення тристоронньої комісії.

## Розклад
| Турнір                                  | Строки             | Місце проведення               |
| --------------------------------------- | ------------------ | ------------------------------ |
| Олімпійський рейтинг ВФТ                | 11–17 грудня 2015  | —                              |
| Європейський кваліфікаційний турнір     | 16–17 січня 2016   | Стамбул, Туреччина             |
| Африканський кваліфікаційний турнір     | 6–7 лютого 2016    | Агадір, Марокко                |
| Океанський кваліфікаційний турнір       | 27 лютого 2016     | Порт-Морсбі, Папуа Нова Гвінея |
| Панамериканський кваліфікаційний турнір | 10−11 березня 2016 | Агуаскальєнтес, Мексика        |
| Азійський кваліфікаційний турнір        | 16−17 квітня 2016  | Pasay, Філіппіни               |

## Підсумки кваліфікації
| НОК                                    | Чоловіки | Чоловіки | Чоловіки | Чоловіки    | Жінки    | Жінки    | Жінки    | Жінки       | Загалом |
| НОК                                    | до 58 кг | до 68 кг | до 80 кг | понад 80 кг | до 49 кг | до 57 кг | до 67 кг | понад 67 кг | Загалом |
| -------------------------------------- | -------- | -------- | -------- | ----------- | -------- | -------- | -------- | ----------- | ------- |
| Аруба (ARU)                            |          |          |          |             | X        |          |          |             | 1       |
| Австралія (AUS)                        | X        |          | X        |             |          | X        | X        |             | 4       |
| Азербайджан (AZE)                      |          |          | X        | X           | X        |          | X        |             | 4       |
| Білорусь (BLR)                         |          |          |          | X           |          |          |          |             | 1       |
| Бельгія (BEL)                          | X        | X        |          |             |          | X        |          |             | 3       |
| Бразилія (BRA)                         | X        |          |          | X           | X        | X        |          |             | 4       |
| Камбоджа (CAM)                         |          |          |          |             |          |          |          | X           | 1       |
| Канада (CAN)                           |          |          |          |             |          |          | X        |             | 1       |
| Кабо-Верде (CPV)                       |          |          |          |             | X        |          |          |             | 1       |
| Центральноафриканська Республіка (CAF) |          | X        |          |             |          |          |          |             | 1       |
| Чилі (CHI)                             |          | X        |          |             |          |          |          |             | 1       |
| Китай (CHN)                            | X        |          |          | X           | X        |          |          | X           | 4       |
| Китайський Тайбей (TPE)                |          |          | X        |             | X        |          | X        |             | 3       |
| Колумбія (COL)                         | X        |          |          |             |          | X        |          |             | 2       |
| Хорватія (CRO)                         |          | X        |          |             | X        | X        |          |             | 3       |
| Куба (CUB)                             |          |          |          | X           |          |          |          |             | 1       |
| Демократична Республіка Конго (COD)    |          |          |          |             | X        |          |          |             | 1       |
| Домініканська Республіка (DOM)         | X        |          | X        |             |          |          |          | X           | 3       |
| Єгипет (EGY)                           |          | X        |          |             |          | X        | X        |             | 3       |
| Фінляндія (FIN)                        |          |          |          |             |          | X        |          |             | 1       |
| Франція (FRA)                          |          |          |          | X           | X        |          | X        | X           | 4       |
| Габон (GAB)                            |          |          |          | X           |          |          |          |             | 1       |
| Німеччина (GER)                        | X        |          | X        |             |          |          | X        |             | 3       |
| Велика Британія (GBR)                  |          |          | X        | X           |          | X        |          | X           | 4       |
| Гаїті (HAI)                            |          |          |          |             |          |          | X        |             | 1       |
| Гондурас (HON)                         |          |          | X        |             |          |          |          |             | 1       |
| Іран (IRI)                             | X        |          | X        | X           |          | X        |          |             | 4       |
| Ізраїль (ISR)                          | X        |          |          |             |          |          |          |             | 1       |
| Кот-д'Івуар (CIV)                      |          |          | X        |             |          |          | X        | X           | 3       |
| Японія (JPN)                           |          |          |          |             |          | X        |          |             | 1       |
| Йорданія (JOR)                         |          | X        |          |             |          |          |          |             | 1       |
| Казахстан (KAZ)                        |          |          |          | X           | X        |          | X        |             | 3       |
| Лівія (LBA)                            | X        |          |          |             |          |          |          |             | 1       |
| Малі (MLI)                             |          |          | X        |             |          |          |          |             | 1       |
| Мексика (MEX)                          | X        | X        |          |             | X        |          |          | X           | 4       |
| Молдова (MDA)                          |          |          | X        |             |          |          |          |             | 1       |
| Монголія (MGL)                         |          | X        |          |             |          |          |          |             | 1       |
| Марокко (MAR)                          | X        |          |          |             |          | X        |          | X           | 3       |
| Непал (NEP)                            |          |          |          |             |          |          |          | X           | 1       |
| Нідерланди (NED)                       |          |          |          |             |          |          |          | X           | 1       |
| Нова Зеландія (NZL)                    |          |          |          |             | X        |          |          |             | 1       |
| Нігер (NIG)                            |          |          |          | X           |          |          |          |             | 1       |
| Норвегія (NOR)                         |          |          |          |             |          |          |          | X           | 1       |
| Панама (PAN)                           |          |          |          |             |          | X        |          |             | 1       |
| Папуа Нова Гвінея (PNG)                |          | X        |          |             |          |          |          | X           | 2       |
| Перу (PER)                             |          |          |          |             | X        |          |          |             | 1       |
| Філіппіни (PHI)                        |          |          |          |             |          |          |          | X           | 1       |
| Польща (POL)                           |          | X        | X        |             |          |          |          |             | 2       |
| Португалія (POR)                       | X        |          |          |             |          |          |          |             | 1       |
| Пуерто-Рико (PUR)                      |          |          |          |             |          |          |          | X           | 1       |
| Росія (RUS)                            |          | X        | X        |             |          |          | X        |             | 3       |
| Сенегал (SEN)                          |          | X        |          |             |          |          |          |             | 1       |
| Сербія (SRB)                           |          |          |          |             | X        |          |          | X           | 2       |
| Південна Корея (KOR)                   | X        | X        |          | X           | X        |          | X        |             | 5       |
| Іспанія (ESP)                          | X        | X        |          |             |          | X        |          |             | 3       |
| Швеція (SWE)                           |          |          |          |             |          | X        | X        |             | 2       |
| Таїланд (THA)                          | X        |          |          |             | X        | X        |          |             | 3       |
| Тонга (TGA)                            |          |          |          | X           |          |          |          |             | 1       |
| Туніс (TUN)                            |          |          | X        | X           |          | X        |          |             | 3       |
| Туреччина (TUR)                        |          | X        |          |             |          |          | X        |             | 2       |
| США (USA)                              |          |          | X        | X           |          |          | X        | X           | 4       |
| Узбекистан (UZB)                       |          |          | X        | X           |          |          | X        |             | 3       |
| Венесуела (VEN)                        |          | X        |          |             |          |          |          |             | 1       |
| Загалом: 63 НОК                        | 16       | 16       | 16       | 16          | 16       | 16       | 16       | 16          | 128     |

## Чоловічі змагання

### До 58 кг
| Змагання                                          | К-ть квот | Спортсмени, що кваліфікувались                                                                                             |
| ------------------------------------------------- | --------- | --- |
| Олімпійський рейтинг ВФТ (станом на грудень 2015) | 6         | Кім Тхе Хун (KOR) Фарзан Ашурзаде (IRI) Руй Браганса (POR) Левент Тункат (GER) Сезар Родрігес (MEX) Сі Мохамед Кетбі (BEL) |
| Європейський кваліфікаційний турнір               | 2         | Рон Атіас (ISR) Хесус Тортоса (ESP)                                                                                        |
| Африканський кваліфікаційний турнір               | 2         | Омар Хаджамі (MAR) Юсеф Шріха (LBA)                                                                                        |
| Океанський кваліфікаційний турнір                 | 1         | Сафван Халіл (AUS) |
| Панамериканський кваліфікаційний турнір           | 2         | Луїсіто Піє (DOM) Оскар Муньйос (COL)                                                                                      |
| Азійський кваліфікаційний турнір                  | 2         | Чжао Шуай (CHN) Тавін Ханпраб (THA)                                                                                        |
| Запрошення / Країна-господарка                    | 1         | Венілтон Тейшейра (BRA) |
| Загалом                                           | 16        | |

### До 68 кг
| Змагання                                          | К-ть квот | Спортсмени, що кваліфікувались                                                                                            |
| ------------------------------------------------- | --------- | --- |
| Олімпійський рейтинг ВФТ (станом на грудень 2015) | 6         | Лі Де Хун (KOR) Олексій Денисенко (RUS) Джауад Ашаб (BEL) Сауль Гутьєррес (MEX) Сервет Тазеґюл (TUR) Хоель Гонсалес (ESP) |
| Європейський кваліфікаційний турнір               | 2         | Кароль Робак (POL) Філіп Гргіч (CRO)                                                                                      |
| Африканський кваліфікаційний турнір               | 2         | Гофран Ахмед (EGY) Балла Дійє (SEN)                                                                                       |
| Океанський кваліфікаційний турнір                 | 1         | Максемілліон Кассман (PNG)                                                                                                |
| Панамериканський кваліфікаційний турнір           | 2         | Едгар Контрерас (VEN) Ігнасіо Моралес (CHI)                                                                               |
| Азійський кваліфікаційний турнір                  | 2         | Ахмад Абугауш (JOR) Темуужін Пуревджавин (MGL)                                                                            |
| Запрошення / Країна-господарка                    | 1         | Давід Буї (CAF) |
| Загалом                                           | 16        | |

### До 80 кг
| Змагання                                          | К-ть квот | Спортсмени, що кваліфікувались                                                                                          |
| ------------------------------------------------- | --------- | --- |
| Олімпійський рейтинг ВФТ (станом на грудень 2015) | 6         | Мехді Ходабахші (IRI) Аарон Кук (MDA) Лутало Мугаммад (GBR) Альберт Гаун (RUS) Тахір Гюлеч (GER) Шейк Салах Сіссе (CIV) |
| Європейський кваліфікаційний турнір               | 2         | Мілад Беігі (AZE) Пйотр Пазінський (POL)                                                                                |
| Африканський кваліфікаційний турнір               | 2         | Уссама Услаті (TUN) Ісмаель Кулібалі (MLI)                                                                              |
| Океанський кваліфікаційний турнір                 | 1         | Хайдер Шкара (AUS) |
| Панамериканський кваліфікаційний турнір           | 2         | Стівен Лопес (USA) Мойсес Ернандес (DOM)                                                                                |
| Азійський кваліфікаційний турнір                  | 2         | Нікіта Рафалович (UZB) Лю Вейтін (TPE)                                                                                  |
| Запрошення / Країна-господарка                    | 1         | Мігель Феррера (HON) |
| Загалом                                           | 16        | |

### Понад 80 кг
| Змагання                                          | К-ть квот | Спортсмени, що кваліфікувались                                                                                    |
| ------------------------------------------------- | --------- | --- |
| Олімпійський рейтинг ВФТ (станом на грудень 2015) | 6         | Дмитро Шокін (UZB) Радік Ісаєв (AZE) Саджад Мардані (IRI) Антоні Обаме (GAB) М'Бар Н'Діає (FRA) Чха Тон Мін (KOR) |
| Європейський кваліфікаційний турнір               | 2         | Магама Чо (GBR) Арман-Маршалл Сілла (BLR)                                                                         |
| Африканський кваліфікаційний турнір               | 2         | Яссін Трабелсі (TUN) Іссуфу Абдулразак (NIG)                                                                      |
| Океанський кваліфікаційний турнір                 | 1         | Піта Тауфатофуа (TGA)                                                                                             |
| Панамериканський кваліфікаційний турнір           | 2         | Рафаель Альба (CUB) Стівен Ламбдін (USA)                                                                          |
| Азійський кваліфікаційний турнір                  | 2         | Цяо Сень (CHN) Руслан Жапаров (KAZ)                                                                               |
| Запрошення / Країна-господарка                    | 1         | Майкон Сікейра (BRA)                                                                                              |
| Загалом                                           | 16        | |

## Жіночі змагання

### До 49 кг
| Змагання                                          | К-ть квот | Спортсменки, що кваліфікувались                                                                                              |
| ------------------------------------------------- | --------- | --- |
| Олімпійський рейтинг ВФТ (станом на грудень 2015) | 6         | У Цзін'юй (CHN) Луція Занінович (CRO) Ясміна Азіез (FRA) Паніпак Вонгпаттанакіт (THA) Кім Со Хі (KOR) Ітцель Маньяррез (MEX) |
| Європейський кваліфікаційний турнір               | 2         | Абакарова Патімат Серажутдінівна (AZE) Тіяна Богданович (SRB)                                                                |
| Африканський кваліфікаційний турнір               | 2         | Роза Келеку (COD) Марія Андраде (CPV)                                                                                        |
| Океанський кваліфікаційний турнір                 | 1         | Андреа Кілдей (NZL) |
| Панамериканський кваліфікаційний турнір           | 2         | Хулісса Діес Кансеко Верде (PER) Моніка Піментель (ARU)                                                                      |
| Азійський кваліфікаційний турнір                  | 2         | Хуан Хуайсюань (TPE) Айнур Єсбергенова (KAZ)                                                                                 |
| Запрошення / Країна-господарка                    | 1         | Іріс Танг Сінг (BRA) |
| Загалом                                           | 16        | |

### До 57 кг
| Змагання                                          | К-ть квот | Спортсменки, що кваліфікувались                                                                                  |
| ------------------------------------------------- | --------- | --- |
| Олімпійський рейтинг ВФТ (станом на грудень 2015) | 6         | Джейд Джонс (GBR) Ева Калво (ESP) Хедайя Малак (EGY) Маю Хамада (JPN) Ана Заніновіч (CRO) Нікіта Гласновіч (SWE) |
| Європейський кваліфікаційний турнір               | 2         | Рахелех Асемані (BEL) Суві Мікконен (FIN)                                                                        |
| Африканський кваліфікаційний турнір               | 2         | Хакіма Ель-Меслахі (MAR) Рахма Бен Алі (TUN)                                                                     |
| Океанський кваліфікаційний турнір                 | 1         | Керолайн Мартон (AUS)                                                                                            |
| Панамериканський кваліфікаційний турнір           | 2         | Каролена Карстенс (PAN) Доріс Патіньо (COL)                                                                      |
| Азійський кваліфікаційний турнір                  | 2         | Кімія Алізаде (IRI) Пханнапа Харнсудзінь (THA)                                                                   |
| Запрошення / Країна-господарка                    | 1         | Хулія Васконцелос (BRA)                                                                                          |
| Загалом                                           | 16        | |

### До 67 кг
| Змагання                                          | К-ть квот | Спортсменки, що кваліфікувались                                                                                  |
| ------------------------------------------------- | --------- | --- |
| Олімпійський рейтинг ВФТ (станом на грудень 2015) | 6         | Абі Ніар (FRA) Елін Йоханссон (SWE) Цзяцзя Чуан (TPE) О Х'є Рі (KOR) Анастасія Баришникова (RUS) Нур Татар (TUR) |
| Європейський кваліфікаційний турнір               | 2         | Фаріда Азізова (AZE) Рабія Гюлеч (GER)                                                                           |
| Африканський кваліфікаційний турнір               | 2         | Рут Гбагбі (CIV) Сехам Ель-Савальхі (EGY)                                                                        |
| Океанський кваліфікаційний турнір                 | 1         | Кармен Мартон (AUS)                                                                                              |
| Панамериканський кваліфікаційний турнір           | 2         | Пейдж Макферсон (USA) Мелісса Паньотта (CAN)                                                                     |
| Азійський кваліфікаційний турнір                  | 2         | Джансель Деніз (KAZ) Нігора Турсункулова (UZB)                                                                   |
| Запрошення / Країна-господарка                    | 1         | Анія Луїссан (HAI)                                                                                               |
| Загалом                                           | 16        | |

### Понад 67 кг
| Змагання                                          | К-ть квот | Спортсменки, що кваліфікувались                                                                                         |
| ------------------------------------------------- | --------- | --- |
| Олімпійський рейтинг ВФТ (станом на грудень 2015) | 6         | Чжен Шуїнь (CHN) Милиця Мандич (SRB) Б'янка Волкден (GBR) Джекі Галловей (USA) Гвладіс Епанг (FRA) Марія Еспіноса (MEX) |
| Європейський кваліфікаційний турнір               | 2         | Тіна Рее Скаар (NOR) Решмі Оогінк (NED)                                                                                 |
| Африканський кваліфікаційний турнір               | 2         | Маміна Коне (CIV) Віам Діслам (MAR)                                                                                     |
| Океанський кваліфікаційний турнір                 | 1         | Саманта Кассман (PNG)                                                                                                   |
| Панамериканський кваліфікаційний турнір           | 2         | Кетрін Родрігес (DOM) Крістал Вікс (PUR)                                                                                |
| Азійський кваліфікаційний турнір                  | 2         | Сівмей Сорн (CAM) Кірсті Алора (PHI)                                                                                    |
| Запрошення / Країна-господарка                    | 1         | Ніша Равал (NEP) |
| Загалом                                           | 16        | |